# Strandża

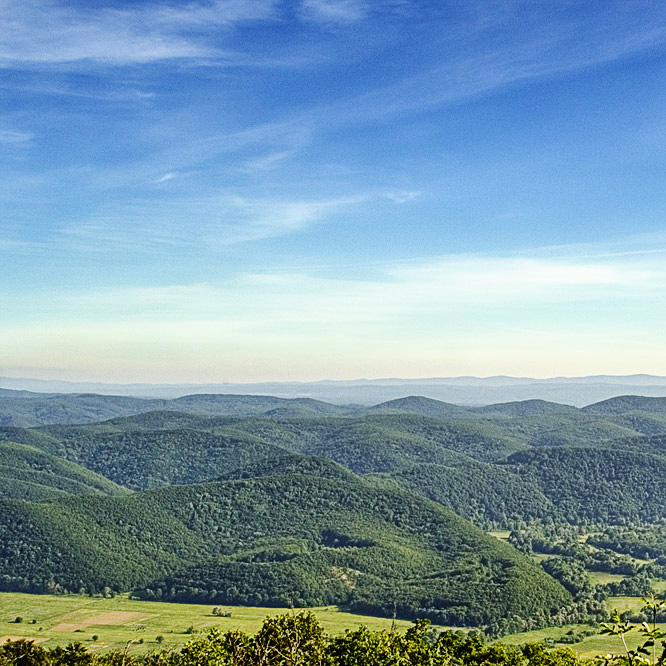
Panorama Strandży ze szczytu Papija

Strandża (bułg. Странджа, tur. Yıldız Dağları lub Istranca Dağları) – łańcuch górski w południowo-wschodniej Bułgarii i w europejskiej części Turcji, zajmujący wschodnią część historycznej Tracji.
Łańcuch Strandży ma kształt nieregularnego trójkąta, którego najdłuższy bok stanowi zachodnie wybrzeże Morza Czarnego na odcinku od Zatoki Burgaskiej niemal do Bosforu. Większość łańcucha – część centralna i południowa – leży w granicach Turcji. Na wschodzie Strandża graniczy bezpośrednio z Morzem Czarnym, na południu opada w Nizinę Ergene, na zachodzie płynnie przechodzi w pasmo Wzgórz Derwenckich, a na północy graniczy z doliną Tundży i z nadmorską Niziną Burgaską. Powierzchnia gór wynosi około 10 tys. km².
Strandża należy do gór niskich – najwyższy szczyt Mahya Dağı (Голяма Махиада – Goljama Machiada) ma tylko 1031 m n.p.m. Łańcuch składa się z trzech wyraźnie oddzielonych pasm przebiegających równolegle do siebie. Południowe, najwyższe, w całości leży w Turcji. Jego kulminacje to Kirazbayiri (759 m n.p.m.), Mahya Dağı oraz Kara Tepe (484 m n.p.m.) i Kuskaya Tepe (379 m n.p.m.) w nieco odizolowanej skrajnej południowej części pasma. Górne odcinki dolin Weleki i Rezowskiej reki oddzielają od niego środkowe pasmo – Rezowskie, którym przebiega granica bułgarsko-turecka i którego najwyższym szczytem jest Golamo Gradiszte koło Małko Tyrnowa (710 m n.p.m., najwyższy szczyt bułgarskiej części Strandży). Wreszcie na północ od doliny Weleki, w całości w granicach Bułgarii, leży pasmo Bosna, najniższe ze wszystkich trzech. Jego najwyższe kulminacje to Papija (502 m n.p.m.) i Bosna (454 m n.p.m.). Do tego pasma zalicza się również skrajne północne pasma wzgórz Medni Rid i Rosen Bair na południowym brzegu Zatoki Burgaskiej.
Masyw Strandży jest zbudowany ze starych, głównie paleozoicznych skał metamorficznych i granitów oraz z młodszych, przeobrażonych skał osadowych z okresu triasu i jury. Masyw jest silnie pocięty dolinami rzek, przede wszystkim Rezowskiej reki i Weleki. W górach występują złoża rud miedzi i złota.
Niemal cały teren Strandży należy do zlewiska Morza Czarnego. Środek masywu odwadniają Rezowska reka i Weleka, a wschodni, północny i zachodni skraj – pomniejsze rzeki pobrzeża czarnomorskiego. Tylko południowe zbocza Strandży należą do zlewiska Morza Egejskiego i są odwadniane przez liczne dopływy rzeki Ergene.
Klimat Strandży kształtuje przede wszystkim wpływ trzech pobliskich mórz – Czarnego, Egejskiego i Marmara. Jest więc cieplejszy i łagodniejszy, niż w pozostałej części Bułgarii – średnioroczna temperatura wynosi 11–12 °C. Zimy są łagodne, wiosny i lata – chłodne, jesień – długa i ciepła. Suma rocznych opadów wynosi 800–1000 mm z jesiennym maksimum i letnim minimum. Wybrzeże Strandży ma najwyższy w Bułgarii stopień nasłonecznienia.

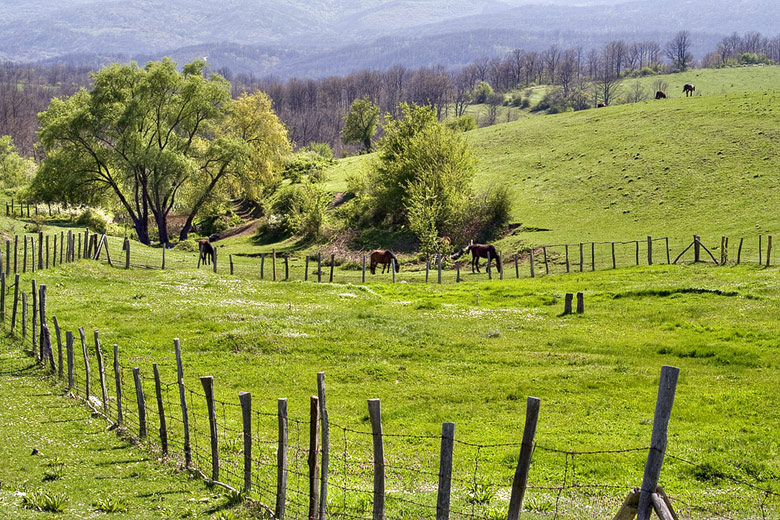
Krajobraz Strandży

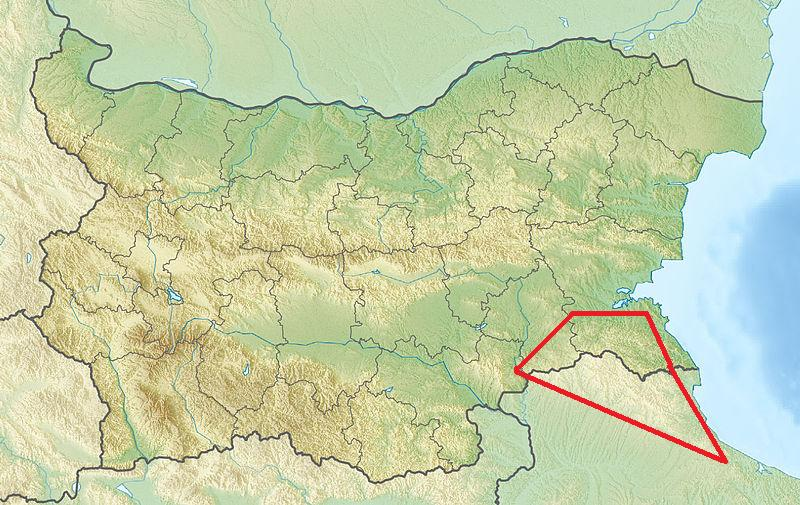
Położenie Strandży

Góry Strandży mają bogatą przyrodę z dużą liczbą gatunków reliktowych i endemicznych. W 1995 utworzono we wschodniej części gór park narodowy „Strandża”. Góry nie mają charakteru alpejskiego – mają łagodne stoki i są niemal w całości pokryte lasami liściastymi.
Strandża jest najsłabiej zaludnioną częścią Bułgarii – mieszka tu tylko kilkanaście tysięcy osób, z tego połowa w wąskim pasie nadmorskim. Gęstość zaludnienia wynosi około 10 osób na km². Największym osiedlem jest miasteczko Małko Tyrnowo. Po drugiej wojnie bałkańskiej w 1913 region został przecięty granicą państwową, która odcięła ludność części bułgarskiej od naturalnego centrum gospodarczego regionu – Stambułu. Doszło również do wysiedleń i wymiany ludności. Od tego czasu region jest pogrążony w stagnacji gospodarczej i demograficznej.
Bułgarska Strandża zachowała specyficzny folklor z wieloma reliktami pogańskimi. Najbardziej znany z nich to nestinarstwo – chodzenie po rozżarzonych węglach. Zachowało się tu również wiele historycznych pamiątek po starożytnych Trakach.